# Jiří Fišer (politik)
Jiří Fišer (* 30. dubna 1953) je český politik, projektant a vodohospodář, v letech 2012 až 2024 zastupitel Jihočeského kraje (navíc v letech 2020 až 2024 radní kraje), v letech 2010 až 2018 starosta města Tábor, v letech 1990 až 2022 nepřetržitě člen rady města Tábor, zakladatel hnutí Tábor 2020.

## Život
Profesí je projektant – vodohospodář a specialista v oboru městského inženýrství.
Jiří Fišer má dvě děti, žije v Táboře. Je vášnivým cyklistou, na kole projel už celou Evropu, jezdil v Africe i Americe.

## Politické působení
Do komunální politiky vstoupil už v komunálních volbách v roce 1990, když byl zvolen zastupitelem města Tábor. Mandát obhájil ve volbách v roce 1994 jako člen ODA a ve volbách v roce 1998 byl jako nezávislý lídrem kandidátky sdružení Tábor 2002.
V roce 1998 záložil občanské hnutí Tábor 2002, za které kandidoval na starostu města a ve finále byl o jeden hlas poražen. V únoru 2002 založil politické hnutí Tábor 2002 a dne 7. března 2002 se stal jeho prvním předsedou. Ve volbách v roce 2002 pak jako lídr kandidátky hnutí Tábor 2002 obhájil mandát zastupitele města. V srpnu 2006 se hnutí přejmenovalo na Tábor 2020 a opět byl jako lídr kandidátky ve volbách v roce 2006 zvolen zastupitelem města. Všech pět volebních období od roku 1990 až do 31. května 2010 byl radním města, pak na funkci rezignoval. Přesto ve volbách v roce 2010 vedl kandidátku hnutí Tábor 2020, byl opět zvolen zastupitelem a dne 8. listopadu 2010 se stal starostou města. V červnu 2013 odešel z čela hnutí Tábor 2020. Ve volbách v roce 2014 byl již po sedmé zvolen městským zastupitelem a dne 5. listopadu 2014 po druhé starostou města.
V krajských volbách v roce 2004 kandidoval jako člen hnutí Tábor 2002 na kandidátce subjektu "Zelení a otevřená společnost" (tj. SZ, SOS a Tábor 2002) do Zastupitelstva Jihočeského kraje, ale neuspěl. Krajským zastupitelem byl zvolen až ve volbách v roce 2012, když kandidoval jako člen hnutí Tábor 2020 na kandidátce subjektu "JIHOČEŠI 2012". Na kandidátce byl původně na 4. místě, vlivem preferenčních hlasů však skončil první. Ve volbách v roce 2016 mandát obhájil, opět jako člen hnutí Tábor 2020 na kandidátce subjektu JIHOČEŠI 2012 (také tentokrát mu pomohly preferenční hlasy, původně figuroval na 17. místě, skončil třetí).
Ve volbách do Senátu PČR v roce 2016 kandidoval za hnutí Tábor 2020 v obvodu č. 13 – Tábor. Jeho kandidaturu podporovalo také hnutí STAN. Se ziskem 16,47 % hlasů skončil na 3. místě a do druhého kola nepostoupil.
V komunálních volbách v roce 2018 kandidoval za Tábor 2020 jako třetí na kandidátní listině a obhájil post zastupitele. Ve funkci starosty ho ale nahradil Štěpán Pavlík.
V krajských volbách v roce 2020 obhájil jako člen hnutí Tábor 2020 post zastupitele Jihočeského kraje, a to na společné kandidátce hnutí Jihočeši 2012, hnutí Tábor 2020 a hnutí Občané pro Budějovice. Dne 3. listopadu 2020 se navíc stal radním kraje. V krajských volbách v roce 2024 obhajoval jako člen hnutí Tábor 2020 post zastupitele Jihočeského kraje, a to na kandidátce subjektu „Společně pro jižní Čechy - TOP 09, KDU-ČSL, Tábor 2020“, ale neuspěl. Uskupení získalo jen 4,45 % hlasů, do krajského zastupitelstva se nedostalo a mandát krajského zastupitele se mu tak nepodařilo obhájit.